# 懷舊

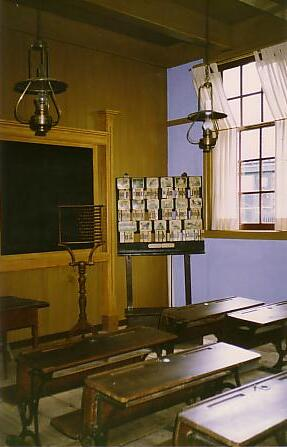
一個人可能會被熟悉的學校景象喚起懷舊之情。

懷舊（英語：Nostalgia）指對過去的憧憬。通常这种憧憬是理想化且不現實的，常同某個溫暖的回憶、某種文艺作品或者珍貴的私人物品聯繫在一起。研究表示，許多人相信，過去的歲月比現在美好，他們也相信過去他們過的是較佳的生活，甚至當實際上並非如此的時候。這種感覺就是鄉愁的特質：美好的舊時光。流行文化經常撩撥鄉愁情緒。諸如Lost In Space和Moon Pies的電視節目總可以引起對太空竞赛的懷念。在當代的流行文化中，對於過去的某個年代有一種懷舊情緒。

## 詞源
懷舊的英語「Nostalgia」是瑞士醫生 Johannes Hofer 於1688年創造的一個術語，以古希臘文的「回家」（nóstos）與「痛苦」（álgos）合併而成，形容人無法回家或返鄉的痛苦之情。

## 美國
在美國，懷舊情緒基本上是針對20世紀，特別是1950年代到1980年代。其帶有嚴重的偏見，只針對數量有限的某些流行文化的物件，而且通常是西方，或者更準確地說，美國中心觀點的文化。
最值得注意的可能是普遍存在的對於1950年代的懷舊情緒（即使是在美國以外的地方）。那是一種對战后美國的懷念，而不是（舉例而言）對經過儉樸生活而復原的1950年代英國的懷念。同樣的，一個典型的1960年代中國人物的經歷，絕不會符合一般西方印象中的60年代。

### 1950年代

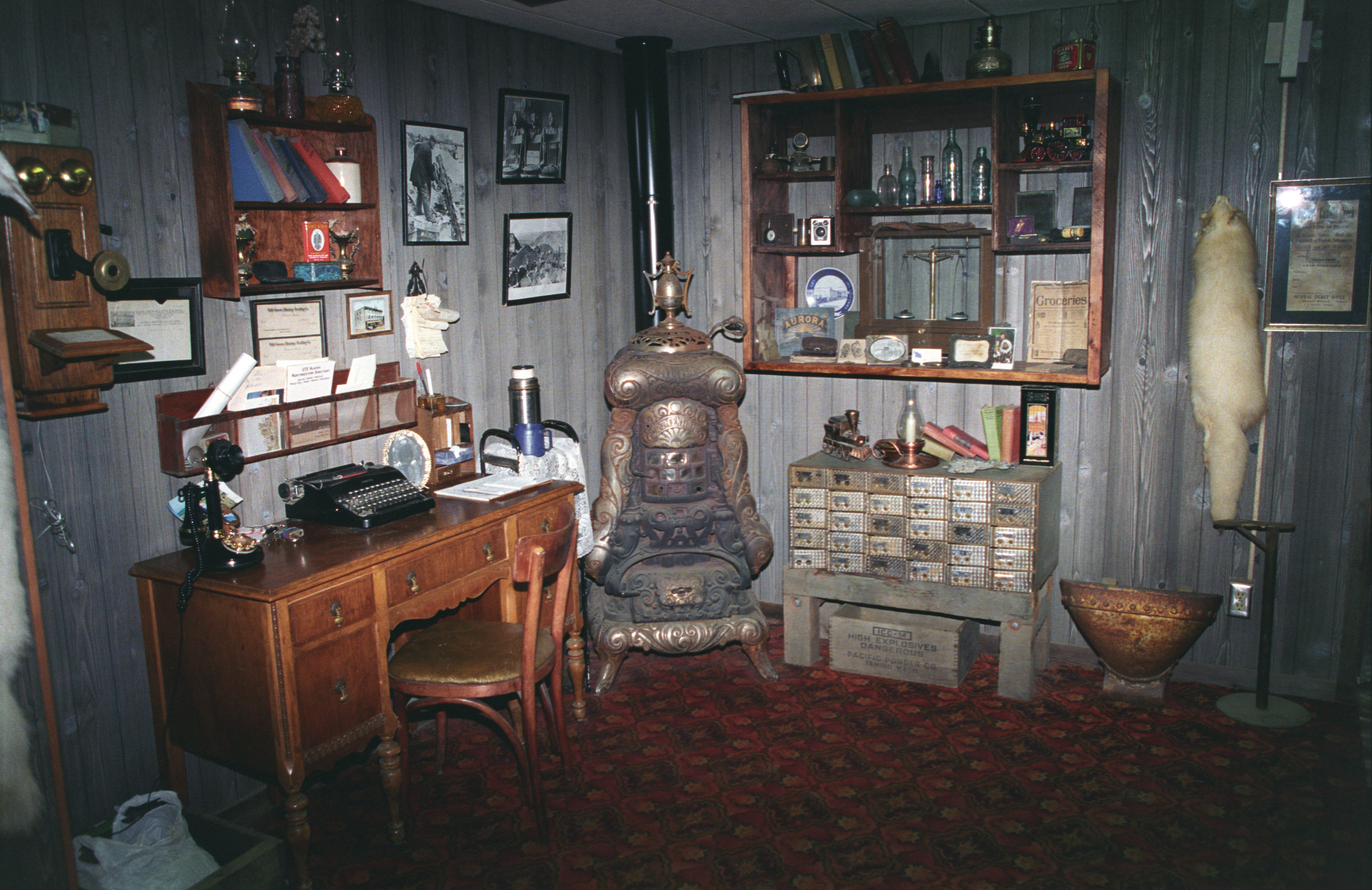
以19世紀家具佈置的一間辦公室

50年代是一個普遍被懷舊的年代，即使是在2000年代，50年代仍在美國被某些人認為是理想時代。Diners, jukeboxes, doo-wop音樂，以及通俗的科幻電影被視為50年代懷舊的重要主題。這個年代也被理想化為犯罪率低，生活簡單但是不困苦。
比較諷刺但是也饒富意義的是：1950年代是種族歧視不被抨擊而婦女、兒童權利尚未發展的最後一個時期。
對50年代的懷舊從1970年代中期開始。

### 1960年代
60年代被很多人，特別是嬰兒潮世代，認為是20世紀最棒的10年。不過，現在被視為60年代（The Sixties）的實際上是從1963年底晚至1974年，其他和50年代很類似。60年代的主題有：嘻皮、搖滾、披頭四和Woodstock音樂節。60年代常被稱為「Swingin' Sixties」，一方面因為那十年的巨大文化變遷，另一方面也因為swinging的普遍流行。
60年代從1980年代開始成為懷舊的對象。

### 1970年代
美國的70年代，從懷舊的角度看，不是指1970年到1979年，而是指這10年的後半段，因為前半段被視為60年代的一部份。70年代常被成為迪斯可時代，因為這種音樂在那10年間非常流行。
英國的70年代的懷舊包含整個十年。龐克搖滾和迪斯可（後者沒有像在美國那樣全面被接受）和70年代後半段最有關係。然而，華麗搖滾（glam rock）被認為是英國70年代的典型。
被認為屬於70年代的物品有笑臉、迪斯可、放克（funk）和爆炸頭。

### 1980年代
80年代常被90年代嘲弄，儘管如此，早在1997年，對80年代的懷舊就開始了，因為它與70年代和90年代都是完全不同的。被認為屬於80年代的有：New Wave音樂、華麗金屬（Glam metal）、老電玩遊戲、魔術方塊、冷戰、门式混响鼓声和電子合成器。
從流行文化的角度看，80年代通常被認為開始於1979年的迪斯可沒落，結束於1991年油漬搖滾的出現。另外，80年代也常常被稱為「溢越的十年」（Decade of Excess），因為在這十年間開始富裕帶來的困惑，以及沃爾瑪等大公司的出現。